# Vytváření Pána prstenů
| Datum           | Události                     |
| --------------- | ---------------------------- |
| Konec roku 1937 | Začal psát                   |
| Prosinec 1939   | Přestal                      |
| Srpen 1940      | Znovu začal                  |
| 1941            | Přestal                      |
| 1942            | Znovu začal                  |
| 1943            | Přestal                      |
| Duben 1944      | Přepsal první kapitoly       |
| 1945            | Přestal                      |
| 1946            | Přepracoval knihu pátou      |
| 1948            | Napsal knihu šestou          |
| 1949            | Vylepšil předcházející knihy |
| 1954            | Vytištěny svazky I a II      |
| 1955            | Napsal dodatky               |
| Říjen 1955      | Vytištěný svazek III         |

Úkol vytvořit Pána prstenů byl dlouhý, složitý a trval od jeho začátku v roce 1937, krátce po úspěchu dětské knihy J. R. R. Tolkiena Hobit, až do vydání románu v letech 1954–1955. Tolkien začal bez ponětí, kam se příběh bude ubírat, a udělal několik chybných začátků, než se objevil příběh o Jednom prstenu. Jména postav včetně hlavních hrdinů Pána prstenů se mnohokrát změnila. Tolkien přestal opakovaně psát, někdy i roky. Když přišla inspirace, vycházela ze skutečné práce s plány, názvy a jazyky, které Tolkien do románu zahrnul. Ilustroval místa vylíčená v textu, doplňoval kresby a text dohromady, dokud neměl pocit, že jsou správná.

## Kontext
Žádost o pokračování dětské knihy Hobit z roku 1937 přiměla J. R. R. Tolkiena k tomu, aby začal s tím, co se stalo jeho nejslavnějším dílem: epickým románem Pán prstenů (poprvé vydaný ve třech svazcích v letech 1954–1955). Nakonec strávil více než deset let psaním prvotního vyprávění a dodatků k románu, během kterých se mu dostalo neustálé podpory Inklingů, zejména jeho nejbližšího přítele C. S. Lewise, autora Letopisů Narnie. Hobit i Pán prstenů se odehrávají se Silmarillionem na pozadí, ale v době dlouho po něm.
Tolkien nejprve zamýšlel Pána prstenů jako pohádku pro děti ve stylu Hobita, ale během psaní se rychle stal temnějším a zvážněl. Přestože jde o přímé pokračování Hobita, oslovilo starší publikum, přičemž čerpalo z nesmírného dějového pozadí Beleriandu, které Tolkien vytvořil v předchozích letech, a které se nakonec dočkalo posmrtného vydání v Silmarillionu a dalších svazcích. Tolkien silně ovlivnil žánr fantasy, který po úspěchu knihy vyrostl.

## Dlouhý a obtížný proces
Na doporučení svých vydavatelů se v prosinci 1937 Tolkien pustil do projektu “nový hobit” Podle Nicka Grooma totiž Tolkien postrádal jasnou představu o zápletce, vývoji postav, směru, i významu svého díla, což mu značně komplikovalo orientaci v tomto dlouhém a náročném tvůrčím procesu. Psaní postupovalo pomalu - kromě plného akademického úvazku si musel Tolkien přivydělávat i opravou zkoušek a pracoval na celé řadě návrhů.
Většinu roku 1943 však román opustil a teprve v dubnu 1944 se k němu opět vrátil, tentokrát ve formě seriálu pro svého syna Christophera. Kapitoly byly zasílány ihned po napsání, zatímco jeho syn sloužil v Jižní Africe v Královském letectvu. V roce 1946 se opět plně věnoval románu a o rok později předal rukopis vydavatelům. I když byl příběh v podstatě hotový již následující rok, revize starších částí pokračovaly až do roku 1949. Původní rukopisy, které zabírají celkem 9 250 stran, jsou dnes uloženy ve Sbírce J. R. R. Tolkiena na Marquette University.

### Začátek

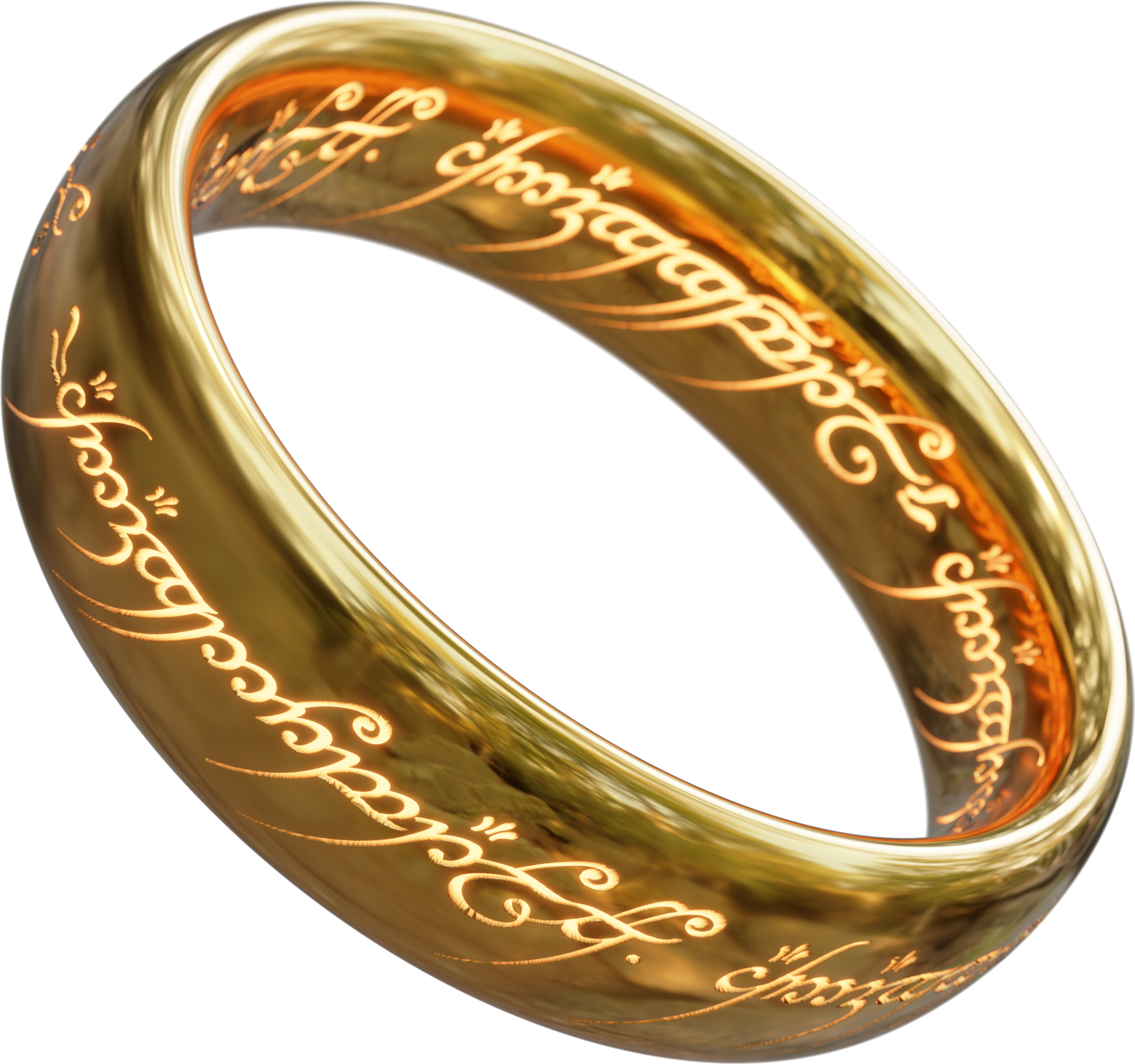
Na počátku si Tolkien neuvědomoval, že Prsten bude mít tak ústřední roli v celém příběhu.

Jak dokládá The Return of the Shadow, už k 19. prosinci 1937 sepsal pětistránkový návrh - který sám označoval za „první zárodek“ Pána prstenů - a ve svém dopise vydavateli tvrdil: „Napsal jsem první kapitolu nového příběhu o hobitech - Dlouho očekávaný dýchánek.“ K 1. únoru 1938 pak dokončil čtvrtý, mnohem rozsáhlejší návrh této kapitoly, který předal vydavateli Stanley Unwinovi k přečtení jeho dvanáctiletým synem Raynerem Unwinem. Právě ten mladík doporučil vydání Hobita.
Do 4. března 1938 měl Tolkien v dalším dopise pro svého vydavatele hotové návrhy tří kapitol - 1:1 „Dlouho očekávaný dýchánek“, 1:3 „Tři dělají společnost a čtyři je více“ (posléze byla poslední tři slova vynechána) a 1:4 „Na Červíkovu farmu a do Rádovska“ (která se nakonec proměnila v „Zkratkou na houby“). V dopise pak konstatuje, že se děj vydal neplánovaným směrem; Christopher Tolkien toto bez váhání přisuzuje právě vniknutí Černých jezdců do příběhu. Tolkien měl myšlenku první kapitoly už od počátku vytyčenou v celé své podobě, přesto se ovšem až na jaře 1938 vyjasnily i další zásadní prvky - důvody Bilbova zmizení, význam Prstenu a samotný název Pán prstenů. Původně plánoval příběh, ve kterém by Bilbo, po úplném vyčerpání svého pokladu, hledal další dobrodružství za účelem získání nových bohatství. Postupem času se však měnila nejen zápletka, ale i samotní hrdinové. I přesto byla tato raná fáze díla téměř zcela improvizovaná. Jak s úsměvem připomíná Tolkienův badatel Tom Shippey: „Co jistě překvapí každého, kdo je obeznámen s Pánem prstenů, když pak narazí na Tolkienovy rané návrhy v The Return of the Shadow, je, jak nedostatečně propracovaným plánem - ba dokonce i celkovou koncepcí - tento příběh opravdu disponoval.“

### Váhavý postup
Nakonec - jak to krásně popsal David Bratman - se Tolkien rozhodl vzít malou skupinku hobitů na cestu a pustil se do řady pikareskních dobrodružství, jejichž rozsah, složitost, vážnost i význam neustále narůstaly s každým dalším napsaným veršem. Postupné komplikování příběhu vedlo Tolkiena k tomu, aby si kladl stále více otázek o jeho ústředních tématech. Nejvíce ho zajímala podstata Bilbova prstenu, ale nacházel se i prostor pro úvahy o roli ostatních prstenů, identitě postavy Trottera či o tom, zda by měl Frodo (či „Bingo“, jak mu někdy říkal) získat za parťáka Sama Křepelku. Výsledkem těchto úvah byla zrozená nová - pátá - verze díla. Tak byla napsána nová druhá kapitola, původně pojmenovaná „Ancient History“ (starověká historie), jež se později proměnila v známé „Stíny minulosti“ a vznikly také Verše Prstenu. Zvýraznění vyprávění přimělo Tolkiena k jasnému závěru - potřeboval pevnou, přesnou chronologii, aby postavy mohly jednat a setkávat se vždy ve správný okamžik.
| Svazky (vybrané vydavatelem) | knihy (názvy byly vynechány)                     |
| ---------------------------- | ------------------------------------------------ |
| I: Společenstvo prstenu      | 1. Prsten vyráží 2. Prsten míří na jih           |
| II: Dvě věže                 | 3. Zrada Železného pasu 4. Prsten míří na východ |
| III: Návrat krále            | 5. Válka prstenu 6. Konec Třetího věku           |

V srpnu 1939 Tolkien sepsal osnovu románu, která vedla od Roklinky až po zničení prstenu a „Temnou věž“. Cesta měla vést přes zasněžené Mlžné hory, lesStromovouse, Morii a přes obléhání Ondu v Gondoru. Groom navíc připomíná, že mezi navrhovanými lokacemi se neobjevovaly Železný pas, Lothlórien, Rohan, Ithilien ani Cirith Ungol a že ani tři hlavní bitvy zatím neměly mít své místo. V prvním návrhu druhé knihy Tolkien naznačoval, že Gandalf v Morii bude bojovat s Černým jezdcem (nikoliv s Balrogem), a už tehdy věděl, že se kouzelník musí vrátit poté, co spadne do propasti - dokonce poznamenal, že „pád pravděpodobně nebude tak hluboký, jak se zdálo.“
Ve své předmluvě k druhému vydání Pána prstenů pak uvádí, že v roce 1940 - navzdory válce - „jsem psal převážně v noci, až jsem stál u Balinovy hrobky v Morii.“ Následovala téměř roční přestávka, než se na jaře 1941 znovu ponořil do tvorby a vydal se do Lothlórienu a k Velké řece. V roce 1942 vytvořil první návrhy kapitol, které se později proměnily v 5:1 „Minas Tirith“ a 5:3 „Přehlídka Rohanských“. Poté na nějaký čas práci přerušil, neboť nevěděl, kterým směrem by měl děj dál plynout: „A tam, kdy majáky zazářily v Anórienu a Théoden dorazil do Úvalu, jsem přestal. Předvídavost selhala a nebyl čas na další úvahy.“
O několik měsíců později - v dubnu 1944 - se Tolkien opět ponořil do románu, intenzivně pracoval na díle, které se nakonec stalo „The Shadow of the Past“. V této fázi totiž představil padlého čaroděje Sarumana a, jak Groom popisuje, „v jednom odvážném kroku vpřed“ vytvořil další, výjimečně rozsáhlou kapitolu – „ Elrondova rada“. Další zásadní přírůstek představoval Balrog, jehož popis byl dvojsmyslný a „nádherně nejednoznačný“, čímž se zhmotnila děsivá, téměř nadlidská síla. Poté Tolkien podrobněji naplánoval zbytek románu. Měl zahrnout Lothlórien, Boromirův pokus vyloudit prsten Froda, samotný Frodův útěk, Glumovo zajetí, jeho následné vedení spolu se Samem přes Mrtvé močály a nakonec jejich zrádné předání Odule. Zároveň se v příběhu intenzivně propletly i další postavy, a to především v souvislosti s řadou bitev. Když se věnoval epizodě o Lothlórienu, dokončil Tolkien úvahu o tom, že jeho osud - stejně jako osud Galadriel s jejím elfským prstenem - je neoddělitelně spojen s osudem samotného prstenu. Jinými slovy, zápletka se začala sbližovat.
Nakonec v kapitole 3:6, nesoucí název „Král ze zlaté síně“, jsou Gandalf, Aragorn, Legolas a Gimli uvítáni v Edorasu - anglosaském sídle krále Théodena z Rohanu - kde je jejich příchod prověřován sérií výzev stráží, přímo inspirovaných motivy z Beowulfa. V jedné z raných verzí dokonce stráže recitovaly staroanglické verše převzaté přímo z této slavné epické skladby.

### Problémy
Tolkien nebyl spokojený s druhou polovinou Třetí knihy. Kapitola 3:7 „Helmův žleb“, úsek 3:9 „Paběrkování“ s utopením Železného pasu a dialog v 3:10 „Sarumanův hlas“ u věže Orthank - to všechno ho přimělo začít od nuly. Celý rok piloval svou vizi ohledně Palantíru, přepisoval a dolaďoval danou pasáž, dokud nebyl s výsledkem spokojen. Zatímco se Tolkien snažil srovnat tento problém do pořádku, zároveň zápasil s vyprávěním Čtvrté knihy. Kapitola 4:2, „Přechod přes Močály“, prošla už několika verzemi - jak sám poznamenal ve svém dopise, šlo prakticky o „několik stránek za spoustu potu.“ Groom pak skvěle vystihl Tolkienův proces, když dodává, že „putování Froda a Sama odráží pomalý, krok za krokem se rozvíjející psací proces - plný opakovaných návštěv stejných míst, chůze v kruzích a pronásledován nějakou mdlou, starou temnotou.“
V této době se také tvář Gluma začala podstatně proměňovat. S každou novou verzí se jeho osud ještě více propojoval s Prstenem. Tolkien rozvinul jeho rozdvojenou osobnost - Glum se začal sám se sebou rozmlouvat, což on sám popsal jako „jakýsi dobrý Sméagol naštvaný na zlého Gluma“ - a tím se z původně nebezpečného predátora stal spíše opatrovníkem a průvodcem. Podle Gergelyho Nagyho vznikl Glum s touto „nejpodivnější“ stránkou až díky rozsáhlému přepracování. Původně totiž hovořil mnohem soudržněji a logičtěji, takže kontrast mezi jeho dvojím „já“ nebyl tak nápadný. Tolkien si také nebyl jistý, kdo by měl být hlavním protivníkem na cestě do Mordoru. Nejdříve uvažoval o sérii obrovských pavouků, jak je známe z Hobita, ale nakonec se rozhodl pro jedinou bytost - prastarou a mocnou Ungoliant, jelikož, jak Groom poznamenává, byla „děsivým spojencem Morgotha ze Silmarillionu (a výrazně mocnějším než Balrog)“ - a tak se zrodila postava Oduly.
Jak příběh dál dozrával, začal Tolkien do svého vyprávění vkládat prvky mytologie Silmarillionu, aby dodal hloubku a autenticitu světu Středozemě. Tak například Sam ve svém vyprávění zmiňuje nejen záři Silmarilu, ale i[Morgothovu] „Železnou korunu v Thangorodrimu“. V roce 1946 se autor opět plně ponořil do příběhu a přepracoval velkou část Páté knihy. V nové verzi utrpěla Éowyn vážná zranění při pádu Černokněžního krále, zatímco armáda Gondoru se vydala přímo do Mordoru - krok, který zásadně změnil dynamiku celého vyprávění.
V Sauron Defeated se píše, že Tolkien poprvé načrtl zničení Prstenu v plamenech Hory osudu již v roce 1939, avšak osud Prstenu - jak nakonec spadl do pukliny - byl k roku 1941 stále zahalen mlhou nejistoty. První verze kapitoly 6:1, nazvané „Věž v Cirith Ungolu“, skončila v okamžiku, kdy Sam spatřil dva skřety zasažené šípy - byla velmi blízko konečné podoby. O něco později se tato verze obohatila o moment Samova vnitřního boje, kdy byl lákán mocí Prstenu. V roce 1944 Tolkien načrtl situaci, kdy skřeti zajali Froda, a ve svém dopise přiznal, že „dostal hrdinu do takového průšvihu, že ho ani autor nebude schopen vyprostit bez námahy a obtíží.“ K únikovému manévru pak přistoupil až v roce 1947 a nakonec kapitolu dokončil ve třetí, finální verzi.

### Konečně dosažení plynulosti
Tolkien ve své poznámce k dopisu připomíná, že kapitola 3:4 „Stromovous“ byla vypracována tak, jak je - téměř jako by šlo o dílo někoho jiného. Podle Christophera Tolkiena se zdálo, jako by se tato kapitola psala sama od sebeKapitola 6:2 „Země stínu“ vznikla bleskovým zábleskem inspirace - psala se rychle a v jediném impulsivním záchvatu. Následně kapitolou 6:3 „Hora osudu“ prošel celý proces tvoření bez předchozích hrubých náčrtů; Christopher Tolkien zdůrazňuje, že otcovo „dlouhé přemýšlení“ o zničení Prstenu mu umožnilo napsat tuto kapitolu „rychleji a jistěji než téměř kteroukoliv předchozí.“ Návrhy kapitol 6:4 „Kormallenské pole“ (později přejmenované na „Cormallenské pole“) a 6:5 „Správce a král“ dosáhly téměř konečné podoby ve stejné fázi. Kapitola 6:6 „Mnohá loučení“ vznikla původně jako výrazně stručný a úsporný text, který byl v následné fázi rozšířen o nové materiály. Poté následoval čistý přepis a konečný text byl sepsán „v otcově nejpůvabnějším rukopisu.“
Kapitola 6:7 „Domů“ byla, zdá se, vytvořena v jednom dlouhém záchvatu inspirace - a to spolu s částí následující kapitoly 6:8 „Vymetení Kraje“. Zpočátku totiž Gandalf doprovázel hobity až ke vstupní bráně Kraje, ale příběh se pak vyvinul tak, že konečná podoba této kapitoly se od původních návrhů výrazně lišila. Kapitola 6:9 „Šedé přístavy“ byla zpracována v rámci stejného zpravidla rozsáhlého rukopisu jako předchozí dvě kapitoly. Ačkoli většina textu zůstala beze změny, dodatečné detaily - například zmínky o Fredegaru Bolgerovi, Frodově první nemoci i pečlivě sestaveném oděvu Smíška a Pipina - byly přidány až později.
Tolkien původně načrtl epilog věnovaný Samu Křepelkovi, Růži Cottonové a jejich rodině, ale nakonec byl ze závěrečné verze románu vynechán. Měl být doplněn o faksimili dopisu krále Aragorna, napsaného v obou jazycích - angličtině a i sindarštině, a vyvedeného v krásném tengwarském písmu. První verze epilogu pak končila větou: „Vešli dovnitř a Sam zavřel dveře. Avšak právě v tu chvíli, náhle, hluboce a neutišeně, uslyšel povzdech a ševel moře na březích Středozemě.

## Tolkienovy metody
Tolkienovy metody psaní zahrnovaly použití nenarativních materiálů včetně map, jmen, jazyků a kreseb k rozvíjení nápadů a vedení textu.

### Mapy
V dopise spisovatelce Naomi Mitchisonové Tolkien vysvětloval, že kreslil mapy, aby si ujasnil směr svého vyprávění.
Tolkienovy pracovní mapy se vyvíjely společně s rozvojem příběhu. Jeho „První mapa“ podstoupila řadu úprav, až nakonec ji v roce 1943 překreslil jeho syn Christopher - tentokrát jako „velkou mapu propracovanou tužkou a barevnými křídami.“
Shippey zase zdůrazňuje Tolkienovu diskuzi o rozdílu mezi „inspirací“ a „pouhou neinspirovanou invenční prací“ ve jeho eseji „O pohádkách“, který vychází z přednášky z roku 1939. Podle Shippeyho Tolkien nezačínal s oslnivým zábleskem inspirace; naopak, věnoval se nejprve praktické práci s mapami, jmény a jazyky. Jak sám říká: „Mapy, jména a jazyky přišly před zápletkou. Jejich vypracování bylo do jisté míry mým způsobem, jak nashromáždit dostatek hybnosti k rozběhnutí příběhu; zároveň mi poskytly touhu pokračovat.“

### Jména
Do roku 1938, kdy Tolkien vzájemně spojil hobity v Rádovsku, patřili mezi hlavní postavy právě Bingo (Bilbův „synovec“, který byl později přejmenován na Froda), Frodo a Odo. Tato jména - spolu s Vigem a Marmem - byla převzata z Tolkienovy básně „Příhody Toma Bombadila“ z roku 1934. Jak Groom podotýká, jména během vytváření příběhu plynule procházela proměnami, neustále se ladila a přetvářela, aby odpovídala vzrůstajícímu dramatu světa, který Tolkien budoval. Christopher Tolkien dodává: „Je totiž typické, že ačkoliv postavy nemusí být přesně stejné a příběh ještě nenabyl plnou míru - tu tíhu a pocit nebezpečí, které vnáší Stíny minulosti - značná část konceptu Tři dělají společnost již byla dána. Otec se totiž upíral do detailů, měl radost z vlastních nápadů ohledně jmen a příbuzenských vztahů hobitích rodin, a vzhledem ke své věrnosti původním návrhům neprováděl rozsáhlé úpravy. Mezi typické příklady patřily jména jako Angelica a Semolina Pytlíková, Caramella Bolger, Marm Brandorád, či složitější řetězce - třeba Gorbaduc, jenž se postupně změnil na Orlanda Ponravu, případně Amalda, která se vyvinula v Loniceru, anebo Griselda, jenž transformoval na Grimaldu a nakonec na Lobelii.
| Jméno     | Etymologie a přidružené významy                                         |
| --------- | ----------------------------------------------------------------------- |
| Angelica  | Květinová rostlina, jejíž stonek se kanduje a využívá při výrobě koláčů |
| Caramella | Karamel, sladkost vyrobená z karamelizovaného cukru                     |
| Lobelie   | Oblíbená zahradní květina v Anglii                                      |
| Lonicera  | Zimolez, popínavá rostlina se sladce vonícími květy, původem z Anglie   |
| Semolina  | Tradiční anglický sladký dezert                                         |

Kapitola 1:10, později známá jako „Chodec“, původně zachycovala hobití protagonisty během jejich pobytu v hostinci Ječmínka Máselníka v Hůrce. Tam se setkali s postavou, kterou Gandalf v dopise popisoval jako „hraničáře (divokého hobita) známého jako Trotter“ - vzhledem k tomu, že měl na sobě dřevěné boty, jež hlučně bučely. Postupně byl divoký hobit Trotter dramaticky nahrazen mužskou postavou - nejprve reprezentovanou Ingoldem, poté Elfstonem a nakonec se ustálila podoba Aragorna. Shipley poukazuje na to, že Tolkien se upínal ke jménu „Trotter“, i když postava nabývala na důstojnosti a stala se vysokým, dlouhonohým Aragornem. Shippey dále kritizuje dialog, ve kterém Aragorn pronáší, že Trotter bude jméno jeho rodu, pokud bude vůbec někdy založen, avšak snad v tom samém vznešeném jazyce to nebude znít tak špatně. Podle Shippeyho je však slovo „trot“ (klus) neslučitelné s představou důstojnosti, což znamená, že Tolkien měl tento nápad opustit mnohem dříve. Přesto tento obranný projev přežil až do finální podoby, kdy Aragorn přijal jméno „Chodec“ a učinil z něj symbol své královské linie - rodu Telcontar, jak je formulováno ve vznešené sindarštině.
Jména zároveň dokázala naznačit strukturu a obsah Tolkienova příběhu. Shipley vzpomíná, že od jednoduchých názvů v Hobitovi, jako jsou „The Hill“ a „The Water“, se Tolkien postupně pustil do experimentů s reálnými anglickými názvy míst, například „Worminghall“ ve Farmer Giles of Ham, kde si zahrával s imaginovanou etymologií. Pro Pána prstenů pak název Farthinghoe - malé anglické sídlo nedaleko domova Tolkiena v Oxfordu - inspiroval autora k představě Farthigns (čtvrtky) z Kraje.

### Jazyky
Středozem nebyla jen světem plným dobrodružství a mytických postav, ale také místem, kde jazyky - reálné i vymyšlené - hrály zásadní roli. Tolkien, který byl plnohodnotným filologem, prohlašoval v jednom ze svých dopisů, že jeho díla o Středozemi jsou „většinou esejí lingvistické estetiky.“ Tím naznačoval, že samotná podstata příběhu vyrůstala ze zvukomalebnosti a jemných nuancí jazyka. Shippey však upozorňuje, že tento přístup nemusí být jen divokým výmyslem - Tolkienovy dodatky k Pánu prstenů dokládají, jak pečlivě vybíral názvy míst, například v oblasti Hůrky, aby vyvolal pocit podivné neznámosti a mírné keltské atmosféry.
Shippey dále poukazuje na to, jak jazyk a zvuk ovlivnily i umělecké momenty v Tolkienových dílech. Efekt Bilbovy písně o Eärendilu je podle Shippeyho „vysoce Keatsovský“ - jako oslava krásy a hudebnosti slova. Tolkien nechal například elfy Gildora zpívat ve své vymyšlené řeči quenijštině uprostřed lesů Kraje a pozoroval, jak tento zpěv okouzluje naslouchající hobity. Podle něj totiž nevyložená, „živá“ elfština dokáže vyjádřit to, co by běžná angličtina ani nedokázala. Gandalf pak, když odříká Verše prstenu v černé řeči, využívá další ze svých vymyšlených jazyků k vytvoření dramaticky děsivého efektu. Jako modelový příklad slýcháme také, jak Sam s nadšením reaguje na Gimliho píseň o trpasličím králi Durinovi, řetěz elfích a trpasličích jmen: „'To se mi líbí!' řekl Sam. 'Chtěl bych se to naučit. V Morii, v Khazad-Dumu!'“ Shippey konstatuje, že tato Samova odpověď je ideálním příkladem estetického nadšení, které Tolkien vždycky očekával.
| A Elbereth Gilthoniel silivren penna míriel o menel aglar elenath! Na-chaered palan-díriel o galadhremmin ennorath, Fanuilos, le linnathon nef aear, sí nef aearon! |
| Tolkienův sindarský poemat je předložen v původním znění, nepřeložený.                                                                                              |

### Kresby
Jak Tolkien pracoval na detailech svého příběhu, věnoval se také vizuálnímu ztvárnění mnoha míst, která se v něm objevovala. Jak se jeho myšlenky vyvíjely, neustále upravoval jak text, tak své kresby, až nakonec dospěl k popisům, které přesně vystihovaly jeho představy. Například jeho koncepce věže Orthank, umístěné ve středu prstencového kruhu Železného pasu, sloužící pro kapitoly 3:8 „Cesta k Železnému pasu“ a 3:10 „Sarumanův hlas“, se během psaní výrazně proměnila. V nejranějších verzích byla věž kulatá, rozčleněná do několika pater, a na jejím vrcholu se tyčily tři malé rohy. Poté měla stát na rozštěpeném kopci, přičemž její váhu nesl kulatý oblouk. Nakonec, v páté kresbě, byla věž kompletně tvořena čtyřmi úzkými, vysokými téměř pyramidálními rohy, zdánlivě vytesanými z přírodního kamene místo omítky, uspořádanými do čtverce a vyrůstající přímo z rovinatého terénu.
| „A uprostřed… stál… mohutný kužel z kamene, vysoký dvě stě stop… přes propast se tyčil mohutný omítkový oblouk, na němž byla založena věž - zázračně vysoká a pevná. Měla sedm kulatých pater, která postupně ubývala jak v obvodu, tak i ve výšce, a na jejím vrcholu se tyčily tři černé kamenné rohy, umístěné na tak úzkém místě, že tam mohl člověk stát tisíc stop nad rovinou.“ | Tolkienovo umění se vyvíjelo ruku v ruce s jeho textem - jeho kresby č. 2, 3 a 5 věže Orthank dokonale dokumentují, jak se jeho představa o této mytické stavbě postupně měnila. | „Byl to vrchol a ostrov z kamene - černý a tvrdě se lesknoucí; čtyři mohutné pilíře z mnohostranného kamene byly spojené do jednoho celku, avšak blízko vrcholu se rozdělovaly do širokých rohů, jejichž špičky byly ostré jako hroty kopí a břitké jako nože.“ |